# Borstel (Adelsgeschlecht)

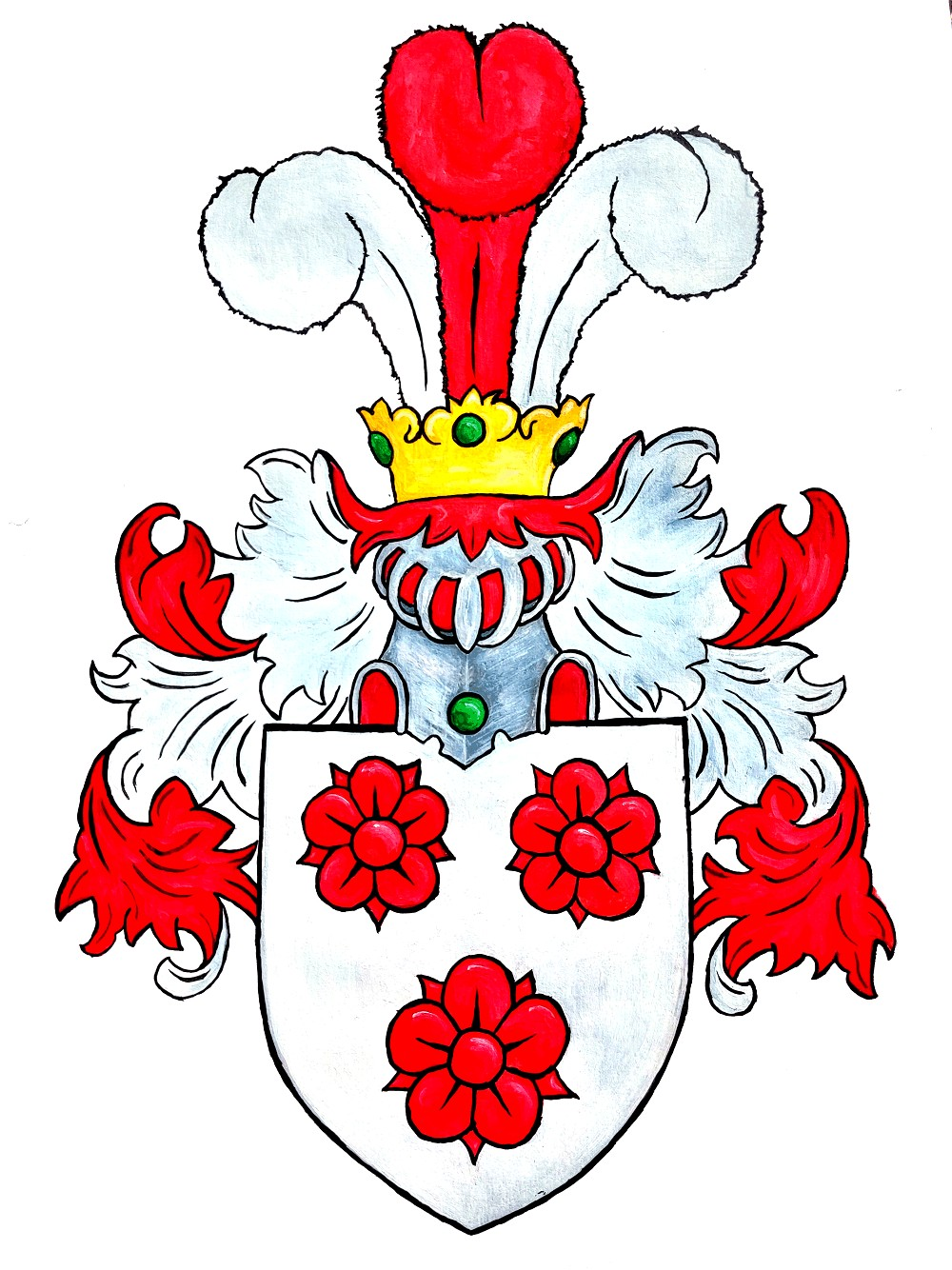
Wappen derer von Borstel

Borstel (urspr. von dem Borstel; auch Bostel, Borstelde, Borstele) ist der Name eines uradeligen bremischen Adelsgeschlechts, welches aus Borstel bei Bützfleth im Kehdinger Land stammt.
Die Kehdinger Familie von Borstel ist nicht zu verwechseln mit der altmärkischen Familie von Borstell.

## Geschichte
Die von Borstel sind eine der wenigen eingeborenen Kehdinger Adelsfamilien mit Stammsitz im gleichnamigen Borstel bei Bützfleth. Bereits ab dem 13. Jahrhundert befinden sich unter den Knappen und Rittern der Herzöge von Braunschweig-Lüneburg und Sachsen-Lauenburg sowie in Holstein Vertreter der Familie. Die erste urkundliche Erwähnung der Familie stammt aus dem Jahr 1258 mit Ritter Heinrich von Borstel. Unter den Ministerialen der Bremer Erzbischöfe fehlen sie im 14. und 15. Jahrhundert, doch treten sie als Dienstmannen der Bremer Kirche unter Johann Rode um 1500 wieder in Erscheinung. Im weiteren Verlauf der Geschichte ist ein Abstieg der Familie in den Bauernstand zu beobachten, wie es bei vielen der ursprünglich adligen Kehdinger Familien der Fall war.
Vom Wiederaufstieg eines Zweiges der Familie im 16. Jahrhundert zeugt jedoch eine Adelsbestätigung vom 3. Dezember 1566, welche der Bremer Erzbischof Georg von Braunschweig-Wolfenbüttel dem Gräfen im Lande Kehdingen, Moritz von Borstel, seinem Bruder Heine, ihren Kindern, als auch seinem Vetter Carsten von dem Borstel ausstellt.
Ein bedeutender Zweig der Familie, welcher seit dem 17. Jahrhundert in Hamburg blühte, lässt sich auf den aus Kehdingen stammenden Basilius von dem Borstell (1599–1669), Kaufmann und Oberalter in Hamburg, zurückführen. Seine Nachkommen nennen sich „von Bostel“ und führen im silbernen Feld statt der drei borstelschen roten Rosen nur noch eine rote Rose.
Die Güter der Familie lagen unter anderem in Ritsch, Dornbusch, Götzdorf und Assel.

## Wappen
Blasonierung: Im silbernen Schild drei (2:1) rote Rosen und auf dem Helm mit rot-silbernen Decken drei (silbern-rot-silbern) Straußenfedern.

v. Borstel (Siebmacher)
v. d. Borstel (Siebmacher)
v. Bostel (Siebmacher)
v. d. Borstell (Geschlechts- und Wappenbuch des Königreichs Hanover)
v. d. Borstel (Mushard)

Mushard liefert in seinem „Bremisch- und Verdischer Ritter-Sahl, oder Denckmahl der Uhralten“ eine Erklärung für die Bedeutung des Wappens:
"Sicut ad irriguum Paestana rosaria fontem;

Sic Virtusplacet in nobiliore Viro

Gens pereat, genus intereat, * fine fine manebit

Nomine cum pulchro fama, perenne decus.

Wie schön die Rosen stehn an klaren Wasserbächen;

So ist die Tugend schön an einem edlen Mann.

Vergeht Glück und Geschlecht: der Tod kan doch nicht brechen

Den Ruhm der einmahl hängt dem wehrten Nahmen an."

## Angehörige
- Basilius von dem Borstel (1599–1669), Kaufmann und Oberalter zu Hamburg, Kriegskommissar und Jurat
  - Lukas von Bostel (1649–1716), Bürgermeister von Hamburg
- Basilius von Bostel, seit 1699 Pastor zu Neuengamme (1667–1706)
- Nikolaus von Borstel (1670–1704), Ratsherr zu Stade, Jurist und Schriftsteller
- Augustin von dem Borstel (1688–?), Oberstleutnant im Montignyschen regiment (1734)
- Nicolaus von Borstel (1885–1963), deutscher Politiker (SPD)
- Johannes Hinrich von Borstel (* 1988), Moderator, Wissenschaftskommunikator und Buchautor